# Île Babouchkine
Pour les articles homonymes, voir Babouchkine.
L'île Babouchkine (en russe : Остров Бабушкина), est une île au large de la côte nord de la Terre Victoria dans le sud de l'Antarctique.

## Géographie
Elle se trouve à 9 km au nord d'Archer Point (en) et à 8 km à l'est de la langue du glacier Matussevich.

## Histoire
Les participants à une expédition soviétique en Antarctique l'ont cartographié en 1958 et lui ont donné le nom de l'aviateur soviétique Mikhaïl Babouchkine.